# Tum (flygplats)
Tum är en flygplats i Etiopien. Den ligger i den sydvästra delen av landet, 500 km sydväst om huvudstaden Addis Abeba. Tum ligger 1 385 meter över havet.
Terrängen runt Tum är lite bergig. Runt Tum är det mycket glesbefolkat, med 5 invånare per kvadratkilometer. Omgivningarna runt Tum är en mosaik av jordbruksmark och naturlig växtlighet.